# Andrea Ballerini
Andrea Ballerini, född 2 juli 1973 i Florens, är en italiensk roadracingförare. Han var aktiv i världsmästerskapens Grand Prix-serie från 1995 till 2006. De två sista säsongerna var i 250GP-klasen och innan dess i 125GP. Ballerini hade inga framstående placeringar förutom segern i Australiens Grand Prix 2003 på en regndränkt bana. Ballerini blev även europamästare i 125-klassen 2001.